# Fort Isabella ('s-Hertogenbosch)

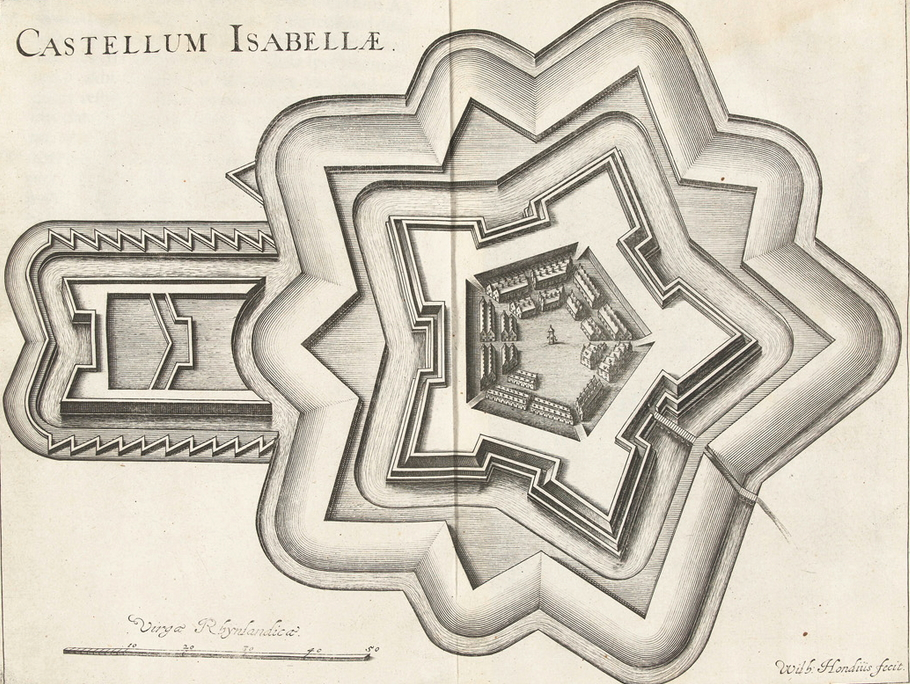
Plattegrond

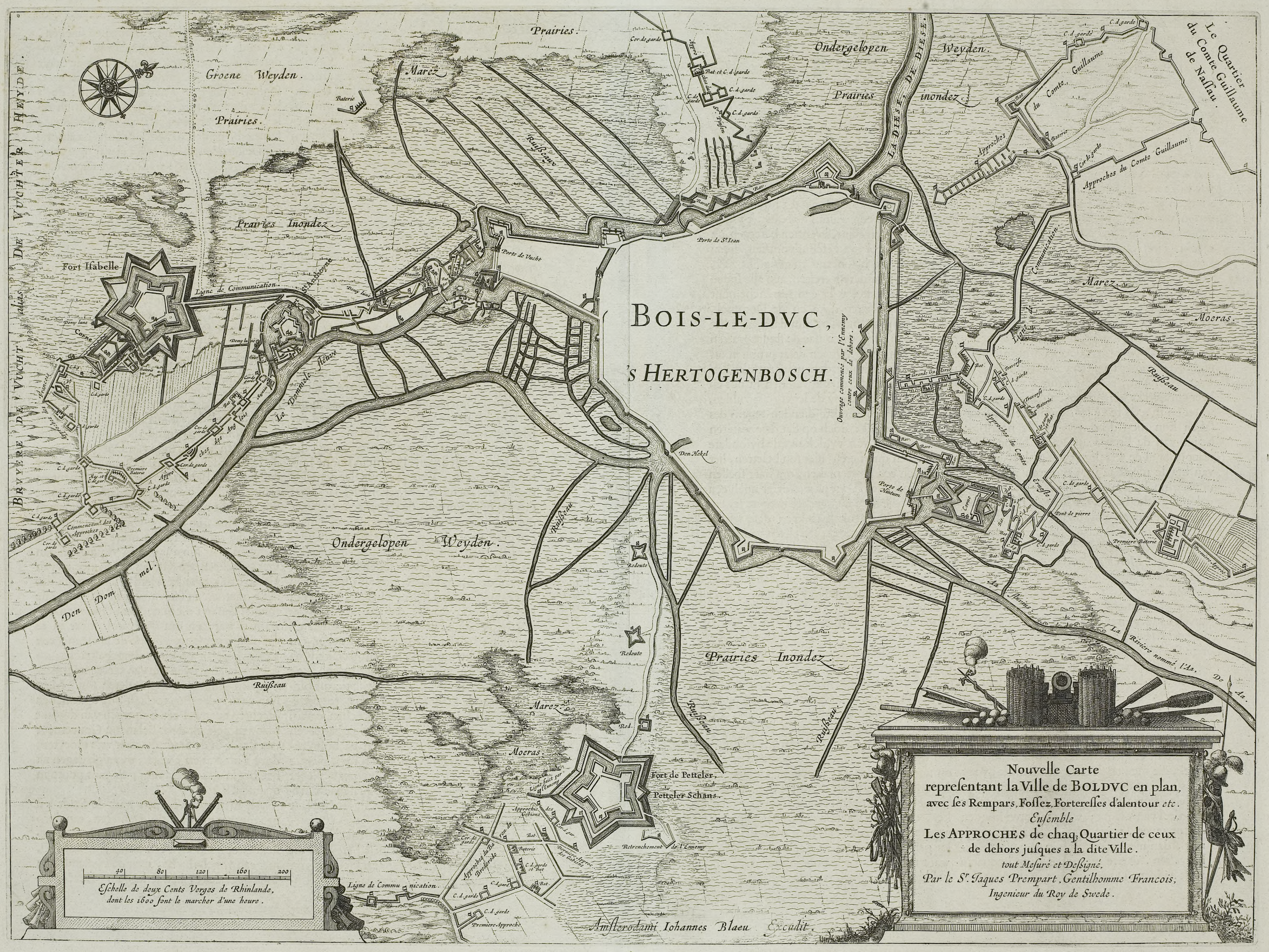
Kaart van Den Bosch tijdens het beleg van 1629. Aan de linkerzijde is fort Isabella te zien. Naast fort Isabella ligt het kleinere fort Sint-Anthonie. Onder is fort De Pettelaar te zien.

Fort Isabella is een vestingwerk ten behoeve van de verdediging van de stad 's-Hertogenbosch, gelegen aan de noordkant van de huidige gemeente Vught. De naam van het fort is afkomstig van aartshertogin Isabella (1566-1633), hertogin van Brabant en dochter van de Spaanse koning Filips II. 
Naast vestingwerk was een andere belangrijke functie van het fort de inkwartiering van een deel van het garnizoen. In en om 's-Hertogenbosch waren in deze tijden vele militairen gelegerd. De aanvangstijd van de bouw van dit fort is niet exact bekend, maar wordt geschat op ca. 1614. Zeker is dat het fort in 1618 reeds bestond. Samen met fort Sint-Anthonie moest dit fort de zuidkant van 's-Hertogenbosch beschermen. Fort Isabella is gebouwd als een regelmatig vijfhoekige schans, met vijf bastions.
In 1629 werd het fort bij het Beleg van 's-Hertogenbosch veroverd door Frederik Hendrik. In 1672 vervulde het een functie in de oorlog met koninkrijk Frankrijk tijdens de Hollandse Oorlog.
Tegen het einde van de 17e eeuw was door verwaarlozing en hoogwater veel schade aangericht aan het fort; het onderhoud van het fort was matig. Mede daarom werden in 1701 door Menno van Coehoorn voorstellen gedaan ter verbetering van het fort, vanwege de oorlogsdreiging vanuit Frankrijk. Die voorgestelde verbeteringen betroffen o.a. het uitdiepen van de grachten, het verbreden van de wallen, het plaatsen van nieuwe palissaden en het repareren van de brug en de poorten. Ook werd er een kruitmagazijn gebouwd. Vanwege geldgebrek zijn niet al deze maatregelen volledig uitgevoerd.
Op de binnenplaats van het fort stonden tegen de wallen diverse blokken barakken en een kerkje. In 1642 had het fort namelijk een eigen predikant gekregen. In dat kerkje werden veel huwelijken gesloten tussen militairen en inwoonsters van 's-Hertogenbosch en omstreken. In 1733 vertrok de laatste predikant naar 's-Hertogenbosch, waarna de predikantsplaats werd opgeheven. Nadat het kerkje bijna 100 jaar niet meer als zodanig werd gebruikt, is het in 1822 voor de sloop verkocht. In de periode 1750-1810 veranderde er niet veel aan het fort, het werd echter wel normaal gebruikt en intact gehouden. In 1810 was het in goede staat. Bij de bevrijding van 's-Hertogenbosch in 1813/1814 door de Pruisen heeft het fort geen grote rol gespeeld. In 1832 was het echter niet meer in zo'n goede staat, door matig onderhoud, zoals vele Bossche vestingwerken van die tijd. In de periode 1850-1870 vond men het fort toch weer belangrijk als onderdeel van de nationale verdedigingswerken. Dat veranderde aan het eind van de 19e eeuw, toen het belang van het fort weer klein geacht werd. In 1905 meldde de toenmalige chef van de Generale Staf dat er uit hoofde van defensiebelangen geen bezwaar bestond tegen het opheffen van fort Isabella als verdedigingswerk. In 1914 werd dit bij Koninklijk Besluit bekrachtigd.
Rond 1915 werd begonnen met het afgraven van de wallen en werd de binnengracht deels dichtgeworpen. Hierna werd begonnen met het oprichten van kazernegebouwen en werd de naam omgedoopt in Isabellakazerne. 